# نوواورازایوو (شهرستان کراسنوکامسکی، باشقیرستان)
نوواورازایوو (انگلیسی: Novourazayevo, Krasnokamsky District, Republic of Bashkortostan) یک شهرک در شهرستان کراسنوکامسکی استان باشقیرستان کشور روسیه است.